# Арсен Венгер
Арсен Венгер (фр. Arsène Wenger; 22 жовтня 1949, Страсбург) — французький футбольний тренер та гравець. Понад 20 років, з 1996 по 2018 рік, працював з лондонським «Арсеналом», в якому став одним з найуспішніших тренерів сучасності.

## Освіта
Закінчив інженерний факультет Університету Страсбурга (1974), має ступінь магістра економічних наук. Володіє, крім рідної французької, а також ельзаського діалекту, п'ятьма мовами: англійською, німецькою, італійською, іспанською і японською.

## Ігрова кар'єра
В юності його кумирами були Раймон Копа, потім Пеле. Дебютував на позиції центрального захисника в аматорській команді «Мютціг» (AS Mutzig). Перший професійний контракт уклав у віці 24 років з клубом 2-го дивізіону «Мюлуз» (FC Mulhouse), продовжив кар'єру в клубі третього дивізіону «П'єрро Вобан» зі Страсбура (AS Pierrots Vauban Strasbourg). На вищому рівні виступав за «Страсбур» (RC Strasbourg), за 3 сезони провівши всього 12 матчів. У сезоні 1978/1979 року отримав титул чемпіона Франції, а також вийшов на поле в одному матчі Кубка УЄФА.

## Тренерська кар'єра
У 1981-1994 роках займався тренерською діяльністю у Франції: був тренером молодіжної команди «Страсбур» (1981 -1983), помічником тренера в «Канні» (AS Cannes, 1983-1984). У 1984-1987 роках — головний тренер «Нансі» (AS Nancy-Lorraine), в 1987-1994 роках — головний тренер «Монако» (AS Monaco). У сезоні 1987/1988 «Монако» став чемпіоном Франції, а в 1992 році — володарем срібних медалей, в 1989 році — фіналістом Кубка Франції, в 1991 році — володарем Кубка Франції, в 1992 — фіналістом Кубка Володарів Кубків.
У 1995—1996 році тренував клуб «Нагоя Грампус Ейт», Японія), який у сезоні 1995/1996 став володарем Кубка Імператора і Кубка Джей-Ліги. За підсумками цього сезону визнаний найкращим тренером Японії.

### Головний тренер «Арсеналу»
З 1996 року — головний тренер клубу «Арсенал» (Англія). При ньому клуб став чемпіоном Англії (сезони 1997/1998, 2001/2002, 2003/2004), володарем Кубка Англії (1997/1998, 2001/2002, 2002/2003, 2004/2005, 2013/2014, 2014/2015, 2016/2017) і Суперкубка Англії (1999, 2002, 2004, 2014, 2015, 2017), фіналістом Ліги чемпіонів (2005/2006), фіналістом Кубка УЄФА (1999/2000).
Очоливши «Арсенал», створив бригаду фахівців, яка спеціально займається питаннями функціональної підготовки футболістів. Кожен гравець отримав індивідуальну програму тренувань та відновлювальних процедур. Для кожного футболіста була також розроблена спеціальна дієта. Ці заходи сприяли досягненню клубом високих результатів. Відомий своєю активною і успішної селекційною політикою — при ньому «Арсенал» активно придбає молодих футболістів, які потім стають «зірками».
В Англії його називають «Професор». Венгер перший іноземний тренер в Англії, клуб якого виграв національний чемпіонат. Перший іноземний тренер в Англії (тобто тренер не з Великої Британії), кому вдалося зробити «золотий дубль» — виграти в одному сезоні і чемпіонат, і Кубок. Перший іноземний тренер, визнаний в цій країні «тренером року». У 2001 році відмовився від поста тренера національної збірної Франції, бажаючи продовжити роботу з «Арсеналом».
Користується великою довірою вболівальників, у зв'язку з чим поширена фраза «Arsene knows» («Арсен знає»).
У сезоні 1998/1999 року став лауреатом призу Fair play («Чесна гра») за те, що відмовився від перемоги в кубковому матчі з «Шеффілд Юнайтед». Тоді один з гравців «Шеффілд Юнайтед» отримав травму, після чого його партнер вибив м'яч за бічну лінію, щоб перервати гру і дозволити надати гравцеві медичну допомогу. За негласним «джентльменським правилами» гравці «Арсеналу» повинні були в цьому випадку віддати м'яч противнику, але замість цього вони зберегли м'яч у себе і забили гол, що не суперечило офіційним правилам гри. У результаті «Арсенал» здобув перемогу з рахунком 2:1 (цей гол став вирішальним). Арсен Венгер виступив за перегравання матчу. У новому матчі «Арсенал» знову переміг із тим же рахунком.
19 жовтня 2010 Міжнародна федерація футбольної історії і статистики оголосила список найкращих тренерів першого десятиліття XXI століття. Список був складений на підставі щорічного рейтингу тренерів: підсумковий результат для кожного фахівця отриманий шляхом підсумовування 10 відсотків від його балів за кожен рік з попередніх десяти років. Найкращим тренером десятиліття був названий наставник лондонського «Арсеналу» Арсен Венгер. «Професор» набрав 142 очки проти 133 очок, зароблених Сером Алексом Фергюсоном, що був на той час тренером «Манчестер Юнайтед» і за сумісництвом принциповим противником Арсена Венгера.
20 квітня 2018 року оголосив що йде з поста головного тренера «Арсеналу» по закінченню сезону 2017/18.

## Досягнення

### Як гравець
«Страсбур»
- Чемпіон Франції: 1979.

### Як тренер
«Монако»
- Чемпіон Франції: 1988.
- Володар Кубка Франції: 1991.

 «Нагоя Грампус Ейт»
- Володар Кубка Імператора: 1995.
- Володар Суперкубка Японії: 1996.

 «Арсенал»
- Чемпіон Англії: 1998, 2002, 2004.
- Володар Кубка Англії: 1998, 2002, 2003, 2005, 2014, 2015, 2017.
- Володар Суперкубка Англії: 1998, 1999, 2002, 2004, 2014, 2015, 2017.

### Особисті
- Найкращий тренер в історії футболу — 32 місце (France Football)[1]
- Найкращий тренер в історії футболу — 36 місце (World Soccer)[2][3]
- 19 жовтня 2010 визнаний найкращим тренером Десятиліття 21 століття за версією IFFHS

## Тренерська статистика
| Клуб                | Країна  | Початок роботи  | Завершення роботи | Показники | Показники | Показники | Показники | Показники |
| Клуб                | Країна  | Початок роботи  | Завершення роботи | М         | В         | Н         | П         | % Перемог |
| ------------------- | ------- | --------------- | ----------------- | --------- | --------- | --------- | --------- | --------- |
| «Нансі»             | Франція | 1984            | 1987              | 114       | 33        | 30        | 51        | 28,9      |
| «Монако»            | Франція | 1987            | 1995              | 266       | 130       | 53        | 83        | 48,9      |
| «Нагоя Грампус Ейт» | Японія  | 1995            | 1996              | 56        | 38        | 0*        | 18        | 67,86     |
| «Арсенал»           | Англія  | 30 вересня 1996 | 13 травня 2018    | 1235      | 707       | 280       | 248       | 57,2      |
| Всього              | Всього  | Всього          | Всього            | 1702      | 919       | 367       | 416       | 54        |

Дані відкориговані станом на 10 вересня 2021
У період роботи Венгера в японській Джей-лізі у разі завершення основного часу матчу внічию призначалося додатковий час і серія пенальті.